# Combichrist
Combichrist ist eine US-amerikanisch-norwegische Band, die 2003 von Andy LaPlegua, zunächst als Soloprojekt, gegründet wurde.

## Geschichte
Combichrist wurde vom Icon-of-Coil-Frontmann Andy LaPlegua 2003 gegründet. Mit dem Album The Joy of Gunz verließ er das Genre Future Pop und wandte sich zunächst einer härteren Schnittmenge zwischen Aggrotech und Rhythm ’n’ Noise zu. Das Album erschien im September 2003 über Out of Line.
Anfangs als Studioprojekt angelegt, stießen dem Einmannprojekt die beiden Keyboarder Shaun F und Mr. Petersen sowie der Drummer Joe Letz und der Perkussionist John H hinzu. Die Band tourte durch Deutschland, Italien, Holland und England und schließlich durch die USA mit zunehmendem Erfolg.
Im Herbst 2004 veröffentlichten Combichrist mit Sex, Drogen und Industrial eine EP, die sieben Wochen den Spitzenplatz der DAC erreichten. Im Frühjahr 2005 wurde das vor allem in den USA (dort unter dem Label Metropolis Records) erfolgreiche Album Everybody Hates You veröffentlicht, welches deutlich technoider klingt. Textlich drehen sich ihre Werke hauptsächlich um Themen wie Sex, Drogen, Gewalt sowie das Individuum, die Vergänglichkeit des Seins und gesellschaftliche Dekadenz.
What the Fuck is Wrong with you People? wurde 2007 über Out of Line / Metropolis Records veröffentlicht und hatte mit einem Mix aus typischen brachialen und einigen ruhigeren Tracks großen Erfolg.
Um für das neue Album angemessen zu werben, unternahm Combichrist die nächste Welttournee unter dem Namen „What the Fuck is Wrong with this Tour?“ und spielten in Amerika, Europa und Australien.
Nach der Tour verließen Perkussionist Jon H. und Keyboarder Shaun F. Combichrist, stattdessen nahmen die beiden Neuzugänge Kourtney Klein und Z Marr deren Plätze ein.
Mit einem deutlich aggressiveren Sound wurde Ende 2008 Frost Ep: Sent to Destroy veröffentlicht. Kurz darauf erschien im Februar 2009 auch das dazugehörige Album Today We Are All Demons, das ebenfalls einen sehr europäischen Sound aufweist.
Anlässlich der Veröffentlichung ihres neuen Albums starteten Combichrist am 14. Januar 2009 ihre dritte große Tournee „Demons on Tour“ mit Auftritten in Amerika und Europa. Die bisherige Perkussionistin Kourtney Klein wurde durch Trevor Friedrich abgelöst. In Deutschland traten sie unter anderen in Hamburg, Leipzig, Köln, Frankfurt und München auf.
Ende 2009 waren Combichrist als Vorgruppe für Rammstein bei der Europa-Tour zur Rammstein-Veröffentlichung Liebe ist für alle da dabei.
Am 8. Oktober 2010 verkündete das Management von Rammstein, dass Combichrist bei ihrem einzigen Auftritt in den USA, im Madison Square Garden am 11. Dezember 2010, erneut als Vorgruppe auftreten werden.

## Bandmitglieder
- Andy LaPlegua (* 15. September 1975) ist der Gründer und Sänger von Combichrist. Zuvor sammelte er Erfahrung als Mitglied in vielen Bands unterschiedlicher Musikrichtungen. Sein erstes großes Projekt Icon of Coil erreichte in den Deutschen Alternativen Charts Topstatus. Weitere Projekte LaPleguas sind Panzer AG und DJ Scandy.
- Eric13 ist seit 2014 Mitglied bei Combichrist. Davor war er Mitbegründer, Sänger und Gitarrist für die New Yorker Band Sex Slaves.[2]

Combichrist, Hellfest 2019.
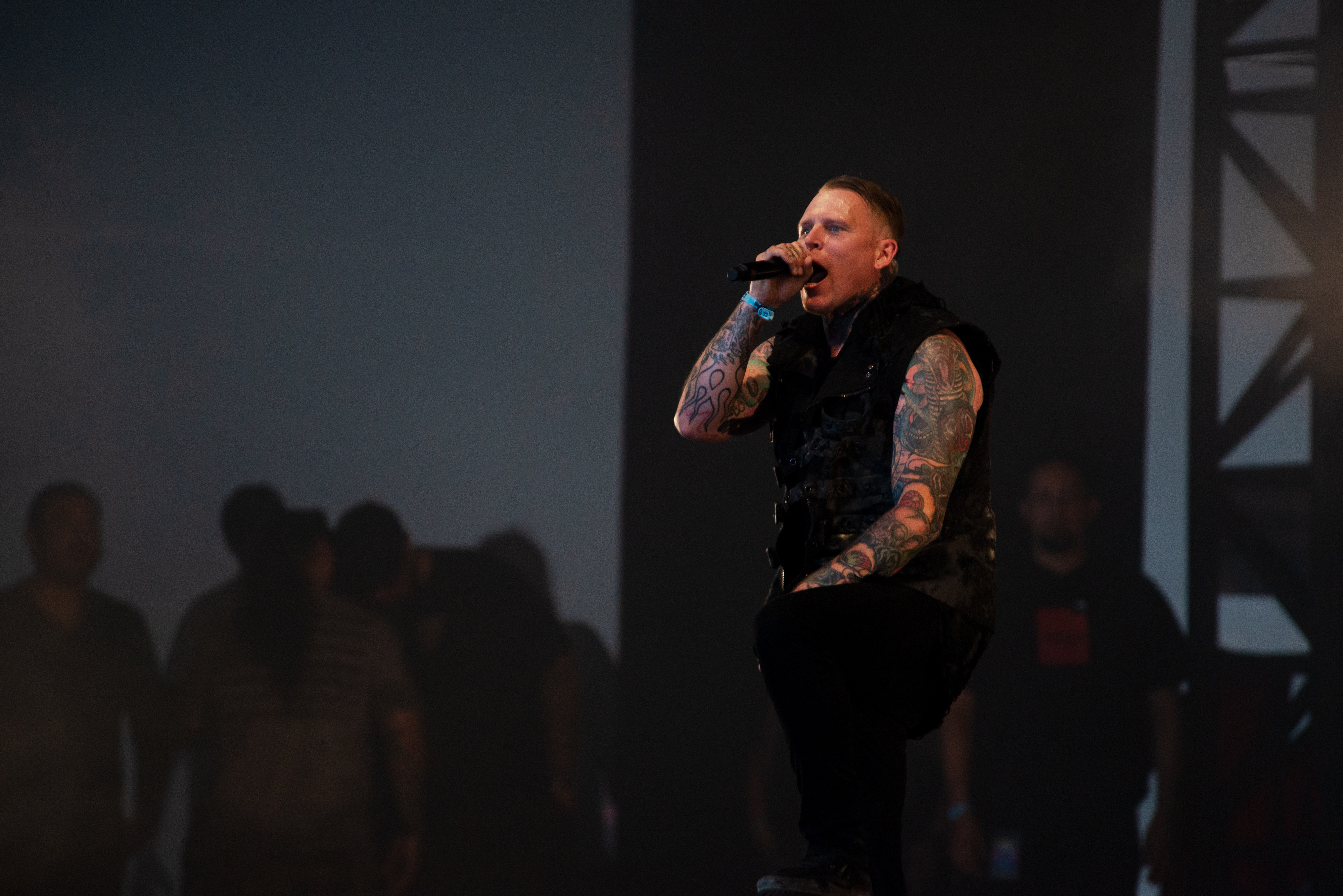
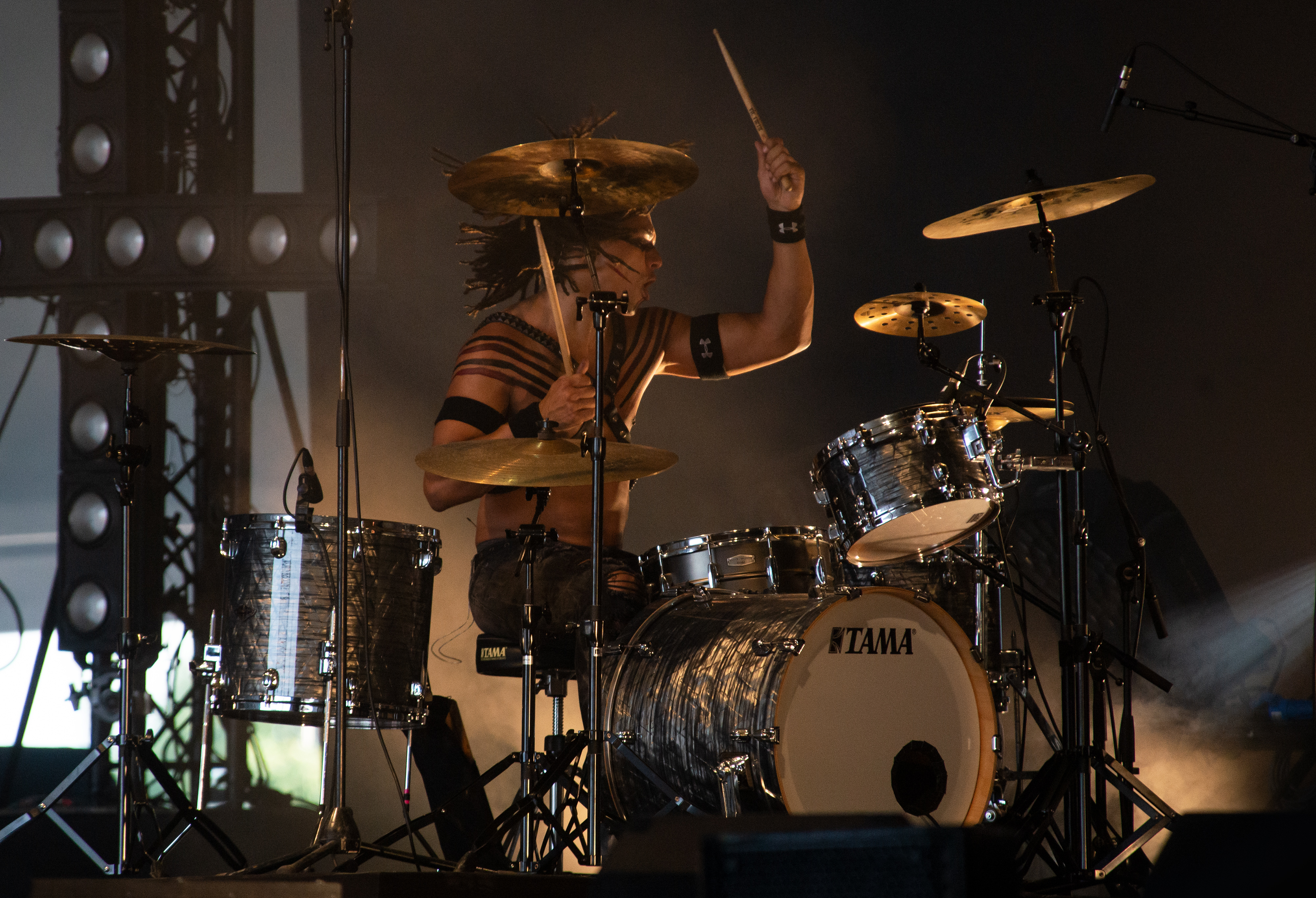
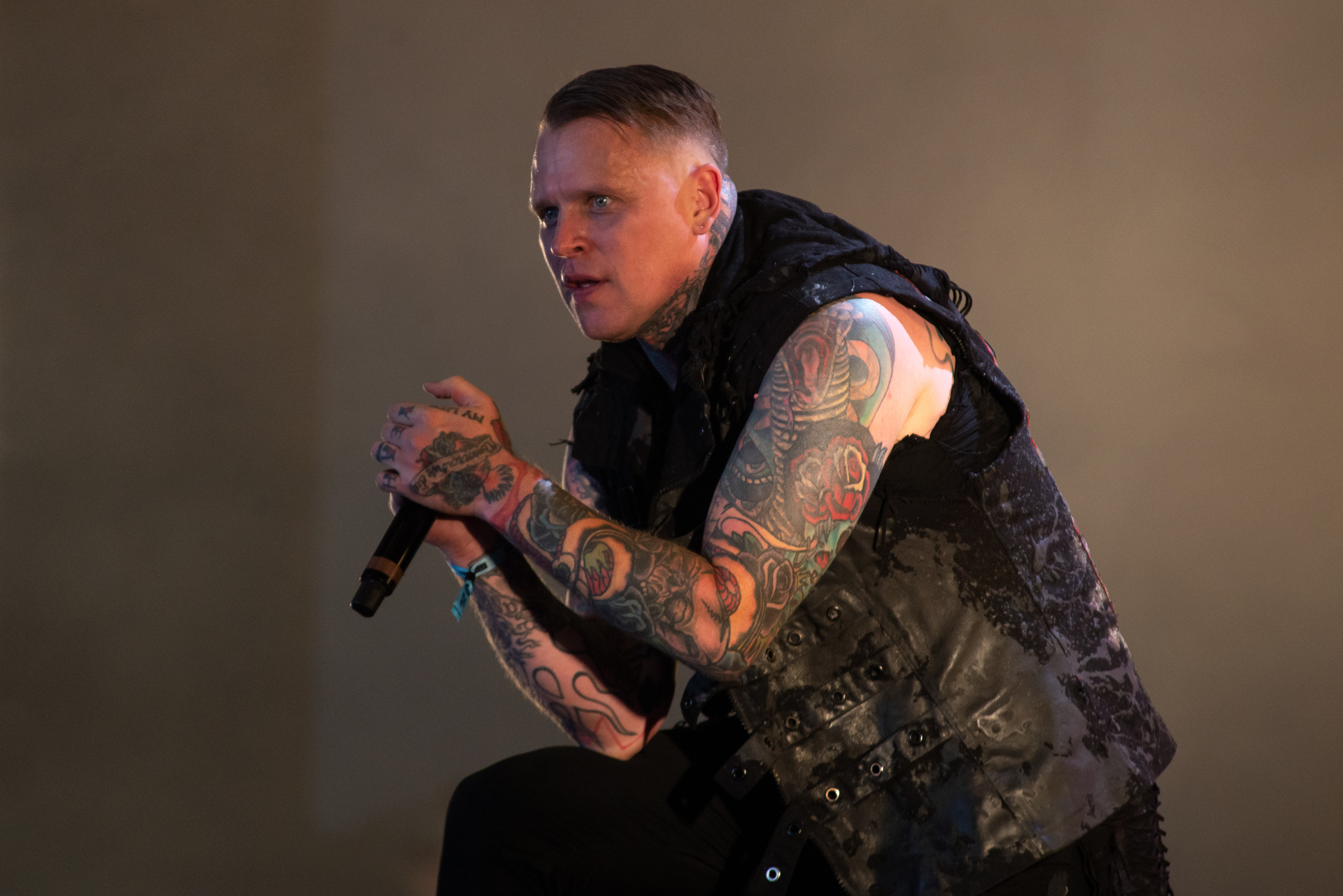
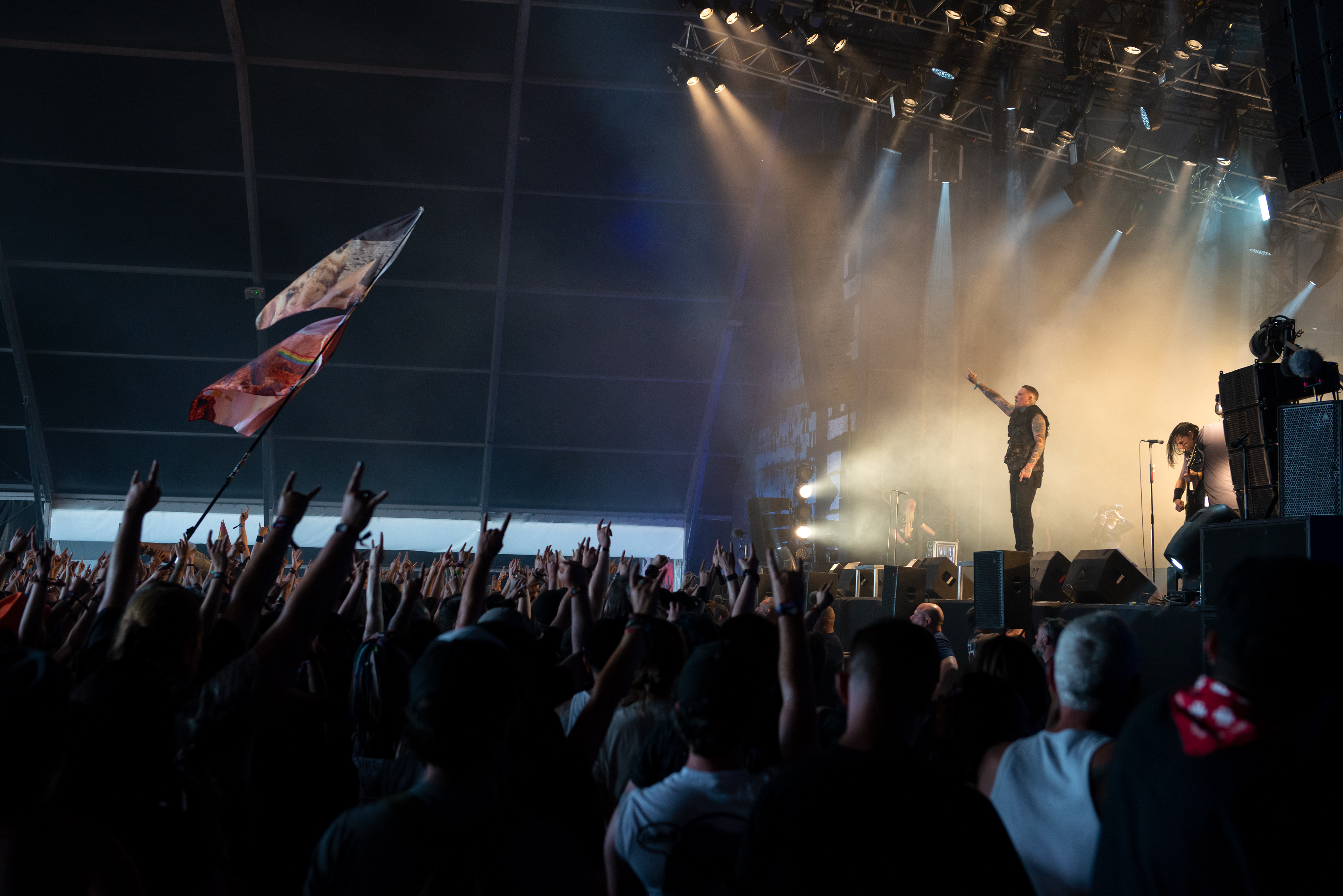

## Diskografie

### Studioalben
- 2003: The Joy of Gunz (Out of Line)
- 2005: Everybody Hates You (Out of Line / Metropolis Records, weiterhin als limitierte 2-CD-Edition erhältlich)
- 2007: What the F**k Is Wrong With You People? (Out of Line / Metropolis Records/TBM, weiterhin als limitierte 2-CD-Edition erhältlich)
- 2009: Today We Are All Demons (Out of Line, weiterhin als limitierte 2-CD-Edition erhältlich)
- 2010: Making Monsters (Out of Line, weiterhin als limitierte CD/DVD-Edition erhältlich)
- 2013: No Redemption (Out of Line, weiterhin als limitierte 2-CD-Edition erhältlich)
- 2014: We Love You (Out of Line, weiterhin als limitierte 2-CD-Edition erhältlich)
- 2016: This is Where Death Begins (Out of Line)
- 2019: One Fire (Out of Line, weiterhin als limitierte 2-CD-Edition erhältlich)
- 2024: Cmbcrst (Out of Line)

### Livealben
- 2016: Live at Summer Breeze 2015 (Out of Line)
- 2016: History of Madness - Live at Complex, L.A. (Out of Line)

### EPs
- 2003: Kiss the Blade (auf 667 Exemplare limitiert, Out of Line)
- 2004: Blut Royale (666 Exemplare als limitierte Vinyl-Ausgabe, Bractune Records)
- 2004: Sex, Drogen und Industrial (Out of Line)
- 2006: Get your Body Beat (Out of Line)
- 2008: Frost EP: Sent to Destroy (Out of Line)
- 2009: Heat EP: All Pain is Beat (Out of Line)
- 2010: Scarred (Out of Line)
- 2010: Never Surrender (Out of Line)
- 2011: Throat Full of Glass (Out of Line)
- 2013: From My Cold Dead Hands (Out of Line)
- 2017: Broken : United (Out of Line)
- 2019: Guns at last dawn (Out of Line)
- 2019: Hate Like me (Out of Line)
- 2019: Understand (Out of Line)
- 2022: Heads Off (Out of Line)
- 2024: Planet Doom (Out of Line)
- 2024: Violence Solves Everything Part II (The End of a Dream) (Out of Line)
- 2025: Desolation (Out of Line)

### Kompilationen
- 2010: Noise Collection Vol. 1 (Out of Line)